# فران بن بلي

فران بن بلي هو الابن الأكبر لبلي بن عمرو بن الحاف بن قضاعة حيث يشكل البطن الأساسي والأول بجانب أخيه هنئ بن بلي لقبيلة بلي القضاعية من قبائل شمال وغرب شبه الجزيرة العربية وتسكن اليوم عددا من الدول منها السعودية ومصر والأردن وسوريا وفلسطين ولبنان وغيرها من الدول العربيه وصولاً إلى إسبانيا (الاندلس)، والنسبة منها الفراني، ومن نسل الفراني بن بلي الكثير من الصحابة والصحابيات الذين ناصروا النبي محمد صلي الله عليه وسلم.

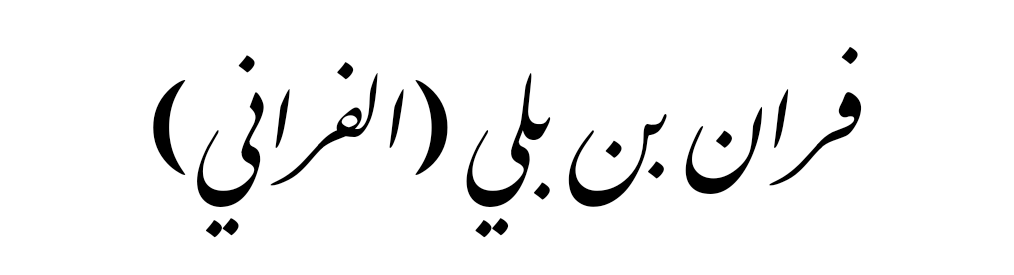
تخطيط لاسم فران بن بلي (الفراني).

## اسمه ونسبه[1]
الفراني :- هو فران بن بلي بن عمرو بن الحاف بن قضاعة بن مالك بن حمير بن سبأ ين يشجب بن يعرب بن قحطان بن 'عابر (هود عليه السلام)' بن ارفخشذ بن سام بن نوح «عليه السلام» بن لامك بن متشولح بن إدريس بن يرد بن مهلائيل بن قينان بن أنوش بن شيث بن آدم «عليه السلام»، والنسبة منه الفراني.

## كيف تنسب فران
تنسب كلمة فران بإضافة 《ياء النسب إليها》فتصبح الفراني

## أسره فران
- والد فران: هو بلي بن عمرو بن إلحاف بن قضاعة[5]
- وأمه فران: هي هند بنت اسلم بن الحاف بن قضاعه
- هنئ بن بلي والنسبة منه الهنوي.[1][6]
- ليلى بنت فران وهي ام قبيلة هذيل[7]

## الصحابة من فران «الفراني»[8][9]
1. المجذر بن زياد واسمه عبد الله بن ذياد بن عمرو بن زمزمة بن عمرو عمارة بن مالك ابن بثيرة بن القشر بن تميم بن عوذ مناه بن ناج بن تيم بن إراشة بن عامر بن عبيلة ابن قسمل بن فران الفراني بن بلي البلوي، سمى المجذر لأنه مجذر الخلق، شهد بدر وقتل يوم أحد شهيدا[1]
2. كعب بن عجرة بن عدي بن عبيد الحارث بن عمرو بن عوف بن تميم بن سواد بن مري بن إراشة بن عبيلة بن قسميل بن فران (الفراني) بن بلي (البلوي).
3. الصحابي يزيد بن ثعلبة بن خزمة ابْن أَصْرَم بن عَمْرو بن عمَارَة الفراني من بني فران بن بلي شهد العقبتين.
4. جابر بن النعمان بن عمير بن مالك بن قمير بن مالك بن سواد بن مري بن أراشة بن عامر بن عبيلة بن قسميل بن فران بن بلي الفراني البلوي السوادي، من بني سواد، له صحبة، وهو حليف الأنصار، وهو من رهط كعب بن عجرة، وهو الذي عمر كثيراً فقال: «الطويل» تهدلت العـينـان بـعـد طـلالة.... وبعد رضاً فأحسب الشخص راكبا. وأبعد ما أنكرت كي أستـبـينـه.... فأعرفه وأنكر الـمـتـقـاربـا.
5. عبادة بن الخشخاش بن عمرو بن زمزمة بن عمرو بن عمارة بن مالك بن عمرو بن بثيرة بن مشنوء بن القشر بن تميم بن عوذ مناة «بن ناج» بن تيم بن أراشة بن عامر بن عبيلة بن قسميل بن فران بن بلي الفراني البلوي، لم يختلفوا أنه من بلى، إلا ابن منده، فإنه جعله عنبرياً، قالوا: وهو ابن عم المجذر ابن ذياد وأخوه لأمه وهو حليف بني سالم من بني عوف من الأنصار. شهد بدراً وقتل يوم أحد شهيداً. وقد روى ابن منده بإسناد إلى يونس بن بكير، عن أبي إسحاق، قال: قتل يوم أحد من المسلمين، من بني عوف بن الخزرج، ثم من بني سالمك عبادة بن الخشخاش، ودفن هو والنعمان بن مالك، والمجذر بن ذياد في قبر واحد.

1. عبد الله بن عديس الفراني البلوي يقال: له صحبة. شهد فتح مصر، وله بها خطة، ولا تعرف له رواية. قاله أبو سعيد بن يونس. قيل: إنه كان ممن بايع تحت الشجرة.
2. عبد الرحمن بن عبد الله بن ثعلبة بن بيحان بن عامر بن مالك بن عامر بن جشم بن تميم بن عوذ مناة بن ناج بن تيم بن إراشة بن عامر بن عبيلة بن قسميل بن فران بن بلي، أو عقيل البلوي، حليف بني جحجبي بن كلفة بن عمرو بن عوف من الأنصار. وكان اسمه عبد العزى، فسماه رسول الله صلى الله عليه وسلم عبد الرحمن.شهد بدراً مع رسول الله صلى الله عليه وسلم، وقتل يوم اليمامة شهيداً، قاله الواقدي.أخرجه أبو عمر.

## مؤرخون يذكرون الفراني
1. ذكر عمر كحالة في كتابه معجم قبايل العرب الجزء الثالث صفحة 912 : فران بن بلى: بطن من قضاعة، من القحطانية، وهم: بنو فران بن بلى بن عمرو بن الحاف (الحافي) بن قضاعة.[4]
2. ذكر السيوطي في كتابه لب اللباب الجزء الثاني صفحة 94 : الفراني: بفتح الفاء والراء وبعد الألف نون: هو فران بطن من قضاعة، وهو فران بن بلي بن عمرو بن الحاف بن قضاعة، منها المجذر بن ذياد بن عمرو بن زمزمة بن عمارة بن مالك بن عمرو البلوي الفراني، ويزيد بن ثعلبة بن خزمة بن أصرم بن عمرو بن عمارة الفراني، شهد العقبتين جميعا.
3. ذكر ابن ناصر الدين في كتابه توضيح المشتبه الجزء السابع صفحة 58 : الفراني بنُون بدل الْمُوَحدَة: هو فران بن بلي بطن من بلي خففه ابْن حبيب وشدده ابْن دُرَيْد كَمَا تقدم من وَلَده المجذر بن ذياد البلوي الفراني قتل يَوْم أحد شَهِيدا.[10]
4. ذكر ابن الأثير الجزري في كتابه اللباب في التهذيب الجزء الثاني صفحة 416 : الفراني بِفَتْح الْفَاء وَالرَّاء وَبعد الْألف نون - هو فران بطن من قضاعة وَهُوَ فران بن بلي بن عمرَََو بن الحاف بن قضاعة مِنْهَا المجذر ابْن دياد عَمْرو بن زمزمة بن عَمْرو بن زمزنة بن عَمْرو بن عمَارَة بن مَالك ابْن عَمْرو البلوي الفراني شهد بدار وَقتل يَوْم أحد شَهِيدا وَيزِيد بن ثَعْلَبَة ابْن خزمة بن الأصرم بن عَمْرو بن عمَارَة وَغَيرهمَا وحلفهم فِي الْأَنْصَار.